# Amblosoma suwaense
Amblosoma suwaense är en plattmaskart. Amblosoma suwaense ingår i släktet Amblosoma och familjen Leucochloridiomorphidae. Inga underarter finns listade i Catalogue of Life.